# Urbano Rattazzi
Urbano Rattazzi (n. 30 iunie 1808, Alessandria, Piemont, Italia – d. 5 iunie 1873, Frosinone, Lazio, Regatul Italiei) a fost un politician italian.

## Viața personală
S-a născut în Alessandria, Piemont. A studiat dreptul la Torino, iar în 1838 și-a început practica în avocatură, cu care a avut un succes notabil în capitală și la Casale. Soția sa, Laetitia Marie Wyse Bonaparte, cu care s-a căsătorit în 1863, a fost un romancier francez remarcat și o nepoată a împăratului Napoleon I. Împreună au avut o fiică: Romana Rattazzi (1871–1943).

## Carieră
În 1848, Rattazzi a fost trimis la Camera deputaților Sardiniei din Torino ca reprezentant al orașului său natal. S-a aliat cu partidul liberal, adică cu democrații. Prin puterile sale de dezbatere, a contribuit la înfrângerea guvernului Balbo, iar în august a primit portofoliul de Instrucțiune Publică, deși a părăsit mandatul după câteva zile. În decembrie, în cabinetul Gioberti, a devenit ministru de interne, iar la căderea lui Gioberti în februarie 1849, lui Rattazzi i s-a încredințat formarea unui nou cabinet. Înfrângerea de la Novara a forțat demisia lui Rattazzi în martie 1849. 
A părăsit democrații pentru liberalii moderați și a format grupul de centru-stânga. Acest partid a format o coaliție cu centrul-dreapta condus de Cavour. Această coaliție a fost cunoscută sub denumirea de connubio, adică uniunea bărbaților moderați de dreapta și de stânga și a dus la căderea cabinetului d'Azeglio în noiembrie 1852 și organizarea unui nou guvern de către Cavour. Rattazzi a renunțat la președinția Parlamentului în 1853 pentru a deveni ministru al justiției și mai târziu ministru de interne. În calitate de ministru de interne, a luat o serie de măsuri de reformă, inclusiv cea pentru suprimarea unor ordine monahale, secularizarea parțială a proprietății bisericești și restrângerea influenței asociațiilor religioase. Acest lucru a precipitat o luptă amară cu partidul clericilor. În timpul unei reacții de moment a opiniei publice el a demisionat din funcție în 1858, dar a intrat din nou în cabinetul lui La Marmora în 1859 ca ministru de interne. 
Ca urmare a negocierilor pentru cedarea Nisei și a Savoiei către Franța, cărora li s-a opus, s-a retras din nou în ianuarie 1860. Schimbându-și părerea asupra acestei politici, a devenit președinte al camerei inferioare în primul Parlament italian, iar în martie 1862 i-a succedat în guvern lui Ricasoli, păstrându-și portofoliile de Afaceri Externe și de Interne. Cu toate acestea, ca urmare a politicii sale de represiune față de Garibaldi la Aspromonte, el a fost alungat din funcție în luna decembrie a anului următor. A fost din nou prim-ministru în 1867 - din aprilie până în octombrie. Reacția populară la ostilitatea lui față de Garibaldi l-a alungat din nou din funcție. A murit la Frosinone la 5 iunie 1873. 